# Олещин
Оле́щин — село Обертинської селищної громади в Івано-Франківському районі Івано-Франківської області.
| Україна | Це незавершена стаття з географії України. Ви можете допомогти проєкту, виправивши або дописавши її. |